# Lac antic

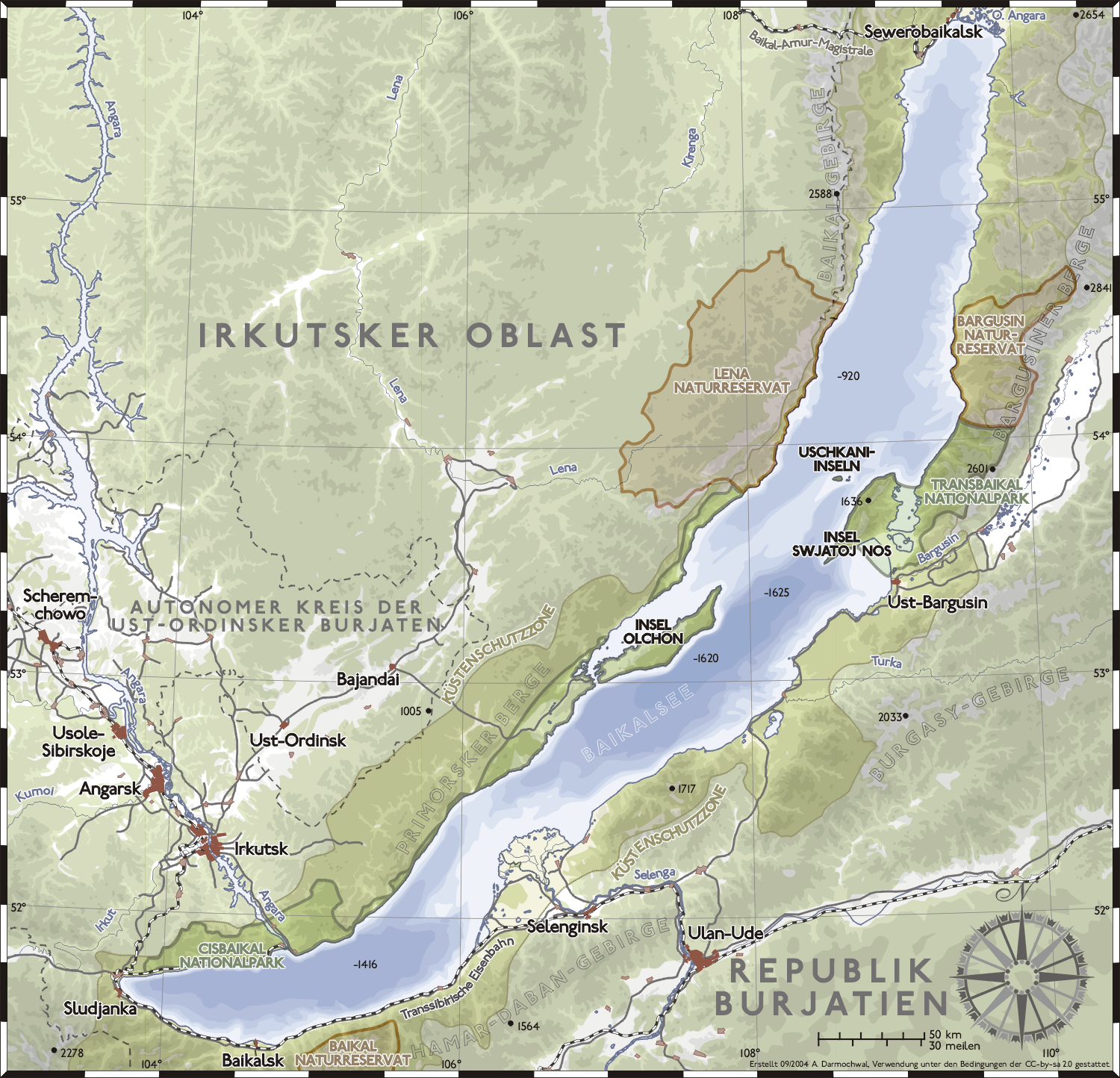
Lacul Baikal este adesea considerat cel mai vechi

Un lac antic sau lac vechi este un lac care în curs de mai bine de un milion de ani a avut apă permanent. Multe lacuri au peste 2,6 milioane de ani, adică au existat în toată perioada cuaternară. Lacurile antice continuă să persiste datorită tectonicii de placă într-o zonă de ruptură activă. Această zonă de ruptură activă creează lacuri extrem de adânci și dificil de umplut în mod natural cu sedimente. Datorită vieții prelungite a lacurilor antice, ele servesc ca modele izolate pentru trăsături evolutive și de speciație. Majoritatea obiectelor geografice din apă din lume au mai puțin de 18.000 de ani. Există doar 20 de lacuri antice de peste 1 milion de ani.
Lacul Baikal este adesea considerat cel mai vechi, deoarece dovezi clare arată că are 25-30 de milioane de ani. Lacul Zaysan poate fi chiar mai vechi, de origine cretacică și cu o vechime de cel puțin 65 de milioane de ani (cel mai probabil în jur de 70 de milioane de ani), dar vârsta exactă a acestuia este controversată și etichetată cu o anumită incertitudine. Un alt pretendent pentru cel mai vechi este Lacul Maracaibo, estimat la 20–36 milioane de ani. În cele mai vechi timpuri era indiscutabil un lac adevărat, dar astăzi este salin și este direct conectat la mare, determinând pe mulți să-l considere o mare lagună sau golf.